# Schone Schijn (televisieserie)
Keeping Up Appearances, in Nederland en Vlaanderen uitgezonden als Schone Schijn, is een Britse comedyserie, gemaakt van 1990-1995 onder de vlag van de BBC. De serie verhaalt over het leven van de snobistische Hyacinth Bucket ("Bouquet"), haar man Richard en de mensen in haar omgeving. De serie kan gezien worden als een parodie op de Britse klassenmaatschappij.
De serie werd in Nederland uitgezonden door de TROS op Nederland 2 en in België door de VRT (sinds 2021 op VTM Gold) en was populair in onder meer het Verenigd Koninkrijk, Ierland, Nederland, België, de Verenigde Staten, Canada en Australië.

## Opzet
Hyacinth is een vrouw van middelbare leeftijd. Haar man Richard is een ware pantoffelheld. Hoewel ze in een gewone middenklassewoning in een middenklassewijk wonen, doet Hyacinth zeer haar best om zich voor te doen als dame uit de upper class. Dit lukt niet altijd of het doet zeer overdreven aan, wat geregeld tot komische situaties leidt. Zo gaat ze prat op haar dinertjes bij kaarslicht, haar dure servies (en andere spullen in huis) en wil ze alleen melk van de beste koeien. Richard zit behoorlijk onder de plak bij Hyacinth en moet zich regelmatig in rare bochten wringen om haar tevreden te stellen.
Vaste nevenpersonages in de serie zijn de buren Elizabeth en Emmet, het domineesechtpaar, en Hyacinths familieleden die samen in één huis wonen: haar slonzige zuster Daisy die getrouwd is met de even slonzige Onslow, haar manzieke zuster Rose en hun verwarde vader die denkt dat hij nog soldaat is in de oorlog. In een beperkt aantal afleveringen is nog een zuster te zien: de rijke Violet die de vrouw is van de excentrieke bookmaker Bruce, over wie Hyacinth veel opschept. Hyacinth en Richard hebben een zoon, Sheridan, die nooit in beeld komt. Slechts uit de telefoongesprekken met Hyacinth blijkt zijn bestaan.

## Rolverdeling
| Acteur               | Personage                     | Opmerkingen |
| -------------------- | ----------------------------- | --- |
| Patricia Routledge   | Hyacinth Bucket               | Ondanks haar eenvoudige afkomst probeert Hyacinth zich te profileren als een vrouw uit de "betere kringen". Dit is ze duidelijk niet. Ze woont in een aardig huis, Richard heeft geen slechte baan, maar ze zijn het op alle fronten net niet. Toch probeert ze tot in den treure met haar opschepperij de wereld duidelijk te maken hoe chic ze wel niet is. Zo spreekt ze de achternaam van Richard en haar consequent uit als Bouquét, wat beter klinkt dan Bùcket (Engels voor "emmer"). Haar simpele familie probeert ze angstvallig weg te houden bij de mensen op wie ze indruk wil maken. Onslow en Daisy duiken dan ook steeds op als het Hyacinth net niet uitkomt. Dat zorgt voor komische verwikkelingen. Dat iedereen haar irritant vindt en haar probeert te mijden merkt ze niet of ze wil het niet merken. |
| Clive Swift          | Richard Bucket                | De echtgenoot van Hyacinth. Hoewel hij zich duidelijk ergert aan het gedrag van zijn vrouw is hij desondanks slaafs en volgzaam. Hij volgt bijna al haar bevelen zonder verzet op. Zowel Onslow als Emmet verbazen zich er steeds over hoe hij het met Hyacinth vol weet te houden. Richard is ambtenaar, maar moet gedurende de serie met vervroegd pensioen. Dat zint hem niet omdat hij zodoende de hele dag met Hyacinth moet doorbrengen. |
| Josephine Tewson     | Elizabeth Warden-Hawksworth   | De buurvrouw van Hyacinth en Richard. Haar man werkte in het buitenland, later zijn zij gescheiden. Vanaf reeks 2 woont haar gescheiden broer Emmet bij haar in. Elizabeth is een heel lieve vrouw die probeert op goede voet te blijven met Hyacinth en meegaat in haar grillen om de lieve vrede te bewaren. Iedere voormiddag gaat ze koffie drinken. Dat maakt haar zo nerveus dat ze steeds haar koffie omgooit. Daarom geeft Hyacinth haar een beker in plaats van haar "dure" servies. |
| David Griffin        | Emmet Warden-Hawksworth       | De broer van Elizabeth. Hij is pianist. Hyacinth probeert steeds haar (slechte) zangkunsten bij hem te slijten. Zodoende mijdt Emmet Hyacinth en probeert hij zich steeds te verstoppen als ze naar buiten komt. Hij is gescheiden en leeft sindsdien bij zijn zuster. Hij heeft vaak last van de avances van Hyacinths jongste zuster Rose. |
| Judy Cornwell        | Daisy                         | Jongere zus van Hyacinth. Een slonzig type dat is getrouwd met de nog slonzigere Onslow. Ze heeft samen met Onslow een dochter, Stephanie. Ze wil graag geliefkoosd worden door Onslow, maar deze is daar duidelijk niet in geïnteresseerd. |
| Geoffrey Hughes      | Onslow                        | Werkloze nietsnut die de hele dag in bed ligt of voor de televisie hangt. Het inschakelen van de oude televisie doet hij door er een dreun op te geven. Hij huurt een vervallen huis in een achterbuurt waar hij woont met Daisy, Rose en Daddy. Onslow is lui, gemakzuchtig, onverzorgd, vuil en alles wat Hyacinth veracht. Zin in seks met Daisy heeft hij nooit. Hij leest liever academische literatuur, drinkt bier en eet chips. Hij rijdt in een oude Ford Cortina die bijna uit elkaar valt. Het starten gaat altijd gepaard met een explosie. Omwonenden vinden die herrie maar niks. In de tuin van Daisy en Onslow staat een autowrak. Daar verblijft hun hond in. Als Hyacinth op visite komt valt het tuinhekje altijd om, en begint de hond te blaffen, waardoor Hyacinth schrikt en in de heg valt.        |
| Mary Millar          | Rose Walton (vanaf seizoen 2) | De jongste zus van Hyacinth en een mannenverslindend type dat op middelbare leeftijd nog altijd niet getrouwd is. Ze verslindt de ene na de andere man, vaak mannen met een hoge status. Zodoende gebruikt ze het huis van Hyacinth nog weleens om de rijke mannen te misleiden. Rose heeft een oogje op Emmet en de dominee. Ze woont in huis bij Onslow en Daisy. |
| Shirley Stelfox      | Rose Walton (seizoen 1)       | De jongste zus van Hyacinth en een mannenverslindend type dat op middelbare leeftijd nog altijd niet getrouwd is. Ze verslindt de ene na de andere man, vaak mannen met een hoge status. Zodoende gebruikt ze het huis van Hyacinth nog weleens om de rijke mannen te misleiden. Rose heeft een oogje op Emmet en de dominee. Ze woont in huis bij Onslow en Daisy. |
| George Webb          | Daddy (vader)                 | Seniele en onvoorspelbare vader van vier dochters. Hij woont in bij Onslow, Daisy en Rose en heeft zo nu en dan vreemde aanvallen. Vaak gaat hij op de versiertoer. Hyacinth houdt veel van hem en bemoeit zich veel met hoe hij verzorgd moet worden, maar ze wil hem toch niet in haar huis hebben. Vaak komt ze direct in actie als er wat loos is. |
| Anna Dawson          | Violet                        | De op een na jongste zus van Hyacinth. Violet is getrouwd met een rijke man, Bruce, en woont in een groot huis. Daarover schept Hyacinth graag op, hoewel haar zuster niet helemaal stabiel is. Meer dan eens heeft ze woorden met Bruce. |
| John Evitts          | Bruce                         | Rijk, woont in een groot huis, getrouwd met Violet. Excentrieke figuur die geregeld in gekke, meestal vrouwenkleding loopt. Dat probeert Hyacinth graag te verbergen. Bruce en Violet hebben meestal ruzie en smijten met spullen. |
| Peter Cellier        | De majoor                     | Hij is stapelverliefd op Hyacinth, maar dat is niet wederzijds. |
| Jeremy Gittins       | Dominee                       | De dominee verstopt zich het liefst zodra hij verneemt dat Hyacinth in de buurt is. Het flirten van Rose laat hij zich stiekem welgevallen. Zijn voornaam schijnt Michael te zijn. |
| Marion Barron        | Vrouw van dominee             | De vrouw van de dominee ziet Hyacinth en haar familie liever gaan dan komen. Het feit dat Rose met haar man flirt maakt haar jaloers. |
| Wordt alleen genoemd | Sheridan                      | De zoon van Hyacinth en Richard. Hij studeert in een ver land en komt nooit thuis, en ook niet in beeld. Hij belt vaak om te bedelen om geld. Tegen Richards wil zegt Hyacinth hem dat iedere keer toe. Ze schept graag over hem op. Vermoedelijk is Sheridan homoseksueel, maar Hyacinth doet of ze dat niet ziet (of ze snapt het nog niet) en beweert dat hij pas na zijn afstuderen naar meisjes mag kijken. |
| David Janson         | Postbode                      | De postbode probeert zo stil mogelijk de post bij Hyacinth te bezorgen in de hoop zo een confrontatie met haar te vermijden. Meestal doet ze dan net de deur open. Ze verwacht altijd "belangrijke" post, tevergeefs. |
| Leo Dolan            | Postbode                      | De postbode probeert zo stil mogelijk de post bij Hyacinth te bezorgen in de hoop zo een confrontatie met haar te vermijden. Meestal doet ze dan net de deur open. Ze verwacht altijd "belangrijke" post, tevergeefs. |
| Laura Shavin         | Stephanie                     | Dochter van Onslow en Daisy. Stephanie heeft ook een dochter: Kyliee. De vader van Kyliee is niet bekend. |
| Ivor Danvers         | Richards baas                 | Hij heeft veel moeite om Richard na vijven uit het kantoor te sturen. |
| Robert Rawles        | De melkman                    | Net als de postbode durft hij niet bij de deur van het huis van Hyacinth te komen. |
| Charmian May         | Raadslid mevrouw Nugent       | Een belangrijke vrouw in de buurt bij wie Hyacinth altijd tevergeefs in een goed blaadje probeert te komen. Zij denkt echter dat Hyacinth knettergek is. |

## Filmlocaties
De buitenopnames voor het huis van Hyacinth en Richard en de buren Elizabeth en Emmet zijn genomen in de wijk Binley Woods (52° 23′ 33″ NB, 1° 24′ 54″ WL) in de buurt van Coventry. 
Het huis van Daisy en Onslow staat in de wijk Stoke Aldermoor (52° 23′ 45″ NB, 1° 28′ 41″ WL), eveneens in Coventry.

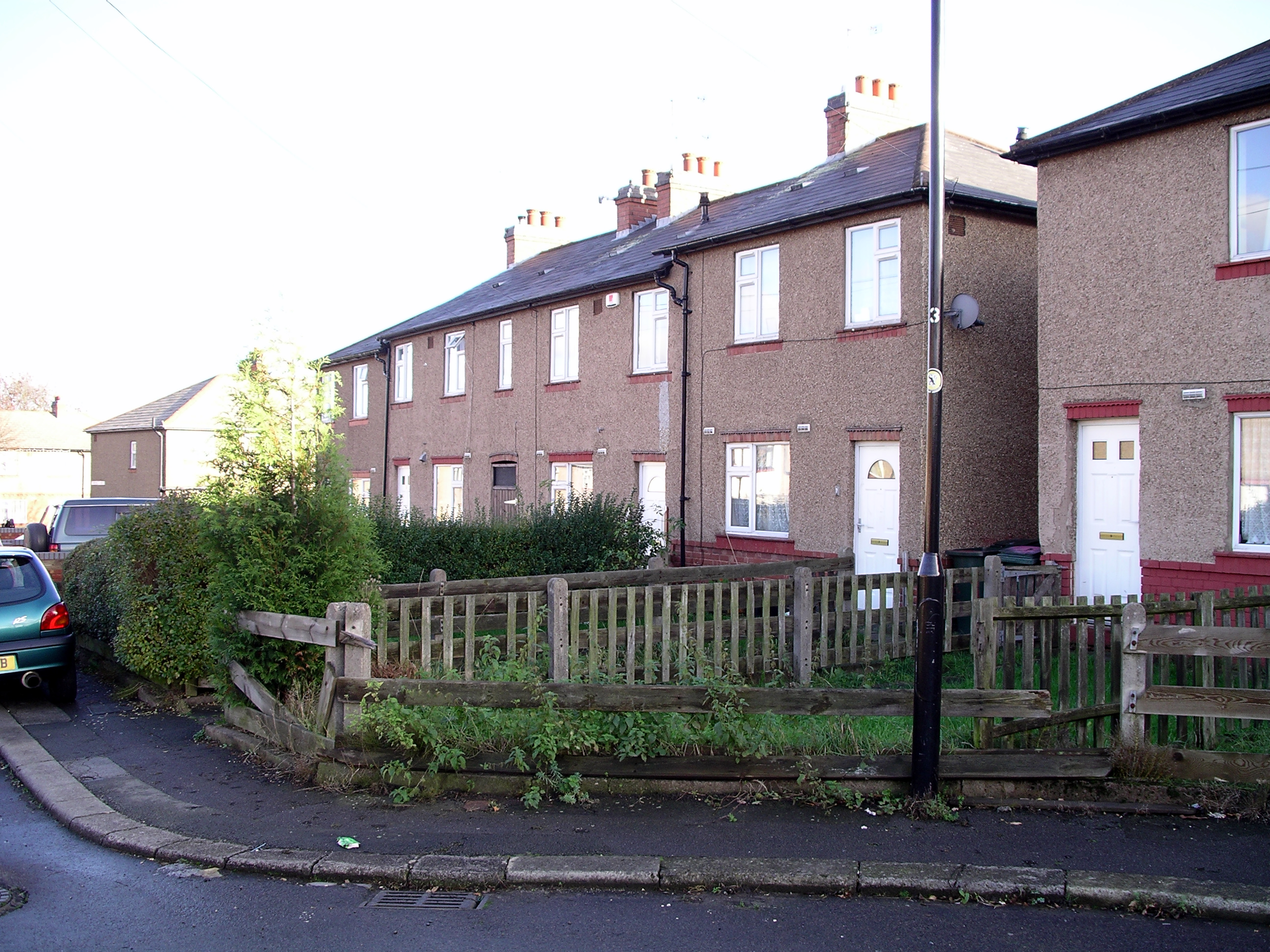
Het huis bewoond door Daisy en Onslow.

## Dvd
Alle vijf de reeksen zijn in dvd-box uitgebracht. De eerste delen verschenen in 2004. Er is ook een dvd met specials gemaakt.

## Schone Schijn-jargon
- You're invited for one of my candlelight suppers (Hyacinth) - Je bent uitgenodigd voor een van mijn diners bij kaarslicht.
- My Royal Doulton with the hand painted periwinkles (Hyacinth) - Mijn Royal Doulton met de handgeschilderde maagdenpalmpjes.
- Good morning, Mrs. Bucket (postbode of iemand anders) No, it's Bouquet (Hyacinth) - Goedemorgen, mevrouw Bucket. Nee, het is Bouquet.
- Come in and make yourself at home, take your shoes off, my dear - Kom binnen en doe of je thuis bent, doe je schoenen uit, mijn beste.
- Oh, nice! (Onslow) - O, geweldig! (sarcastisch)
- The Bouquet residence, the lady of the house speaking (Hyacinth) - Huize Bouquet, met de vrouw des huizes.
- It's my sister Violet, the one with the Mercedes, sauna, and room for a pony (Hyacinth) - Het is mijn zuster Violet, die met de Mercedes, sauna en plaats voor een pony.
- It's my sister Daisy, she is not the one with the Mercedes (Hyacinth) - Het is mijn zuster Daisy, zij is niet degene met de Mercedes.
- Do sit down, dear, make yourself at home. (Elizabeth wil gaan zitten) No, not there, I would like to face the window (Hyacinth) - Ga maar zitten, mijn beste, doe alsof je thuis bent. Nee, niet daar, ik wil graag uit het raam kunnen kijken.

## Trivia
- In 2010 deden Carlo Boszhard en Irene Moors in hun programma De TV Kantine Schone Schijn na: Carlo imiteerde Hyacinth en Irene buurvrouw Elizabeth. Ook imiteerden ze Onslow en Daisy. Frans Bauer komt een bloemetje brengen aan Hyacinth namens de TROS.
- De vier zussen zijn vernoemd naar bloemen: Hyacinth (hyacint), Daisy (madeliefje), Violet (viooltje) en Rose (roos). Vandaar ook Hyacinths wens om haar door huwelijk verkregen naam 'Bucket' (emmer) uit te spreken als 'Bouquet' (boeket).

## Schone Schijn in het theater

### Toneelstuk
Schone Schijn is ook een toneelstuk gebaseerd op de gelijknamige serie. Het Nederlandse Productiehuis "3 and a crowd" toerde in 2010 en 2011 door Nederland en België met dit stuk. De regie was in handen van Daniël Cohen. De acteurs: Doris Baaten als Hyacinth, Kiki Classen als Rose, Dick Cohen als Richard, Simon Zwiers als Onslow, Sabine Beens als Daisy, Nienke Van Hassel als buurvrouw Elizabeth, Barry Beijer in enkele andere rollen zoals postbode, melkman, vriend Rose, agent en prins Charles. Het stuk kreeg een matige kritiek van de recensenten.

#### Verhaal
Onslow en Daisy maken voorbereidingen voor hun 25ste huwelijksverjaardag. Op die dag wordt er onder andere een nieuwe familiefoto gemaakt in dezelfde bruidskledij als toen. Rose heeft net een relatie aangeknoopt met een getrouwde man. Hyacinth is in de wolken omdat ze zonet een brief heeft ontvangen van "The Royal Family": de rozenstruik in haar voortuin werd opgenomen in de eerste voorronde van "De Mooiste Britse Roos". In de finaleronde zal Prins Charles in eigen persoon beslissen welke roos wint. Eerstdaags zal een anonieme inspecteur langskomen om de struik te bekijken. De uiteindelijke winnaar krijgt een rondleiding in de Koninklijke Tuinen.
Hyacinths struik hangt er echter een beetje slapjes bij. Zij krijgt de raad om onder andere koffieprut en eierschalen te gebruiken om de plant te doen heropleven, Richard krijgt de raad van Onslow om bier te gebruiken.
Wanneer de inspecteur langskomt, blijkt de plant zo goed als dood te zijn. Gelukkig vindt men in de garage nog een andere prachtige struik waardoor Hyacinth rechtstreeks wordt geplaatst in de finale. Als dan blijkt dat die prachtige rozenstruik Onslows geschenk is voor Daisy, en Hyacinth op de huwelijksverjaardag met die plant koste wat kost naar de wedstrijd wil, ontstaat er ruzie.
Op de finaledag gaan Richard en Hyacinth met hun dode plant naar de uitreiking. Eenmaal daar beslissen ze toch om de ruzie telefonisch bij te leggen om zo hun schandaal te verbergen. Als Daisy en Onslow met hun plant naar de uitreiking komen, zullen Richard en Hyacinth poseren op de foto en meedoen met het feest. De rozenstruik komt heel aan, maar dan komt Rose ongelukkig ten val. Daisy tracht nog een laatste poging om de plant te redden...

### Dinershow
In het seizoen 2012/2013 toerde een Engelstalige dinershow door Nederland onder de titel Keeping Up Appearances (Schone Schijn) – The Dinner Show!. De gasten van Hyacinth (gespeeld door Rachel Bell, die ook in het Engelse toneelstuk speelde) konden haar driegangen-Candlelight Dinner in het echt meemaken.